# 8th Maryland Infantry
Le 8th Maryland Infantry est un régiment de l'armée de l'Union qui a combattu lors de la guerre de Sécession.

## Histoire
Le régiment est organisé à Baltimore, dans le Maryland, en août 1862, sous le commandement du colonel Andrew W. Denison. Il part à Antietam Creek près de Sharpsburg, au Maryland, le 18 septembre 1862, et est affecté à la brigade du Maryland de Kenly du VIIIe corps, du département du milieu. Il est déplacé dans différents commandements et postes au sein du VIIe corps jusqu'en juillet 1863, quand il est affecté à la troisième brigade de la troisième division du Ie corps de l'armée du Potomac.
En mars 1864, le 8th Maryland est transféré dans le Ve corps. L'unité combat tout au long de la campagne de l'Overland et le siège de Petersburg. Il participe à la campagne d'Appomattox. Après avoir défilé lors de la grande revue des armées à Washington, il quitte le service le 31 mai 1865.

## Victimes
- Tués et mortellement blessés : 3 officiers, 54 hommes du rang
- Mort de maladie : 0 officier, 70 hommes du rang
- Blessés : ?  officiers, ? hommes du rang
- Capturés ou disparus : ? officiers, ? hommes du rang